# Mistrzostwa Ameryki Środkowej i Karaibów w Lekkoatletyce 1967
1. Mistrzostwa Ameryki Środkowej i Karaibów w Lekkoatletyce – zawody sportowe, które odbyły się w roku 1967 w Xalapa-Enríquez w Meksyku.

## Rezultaty

### Mężczyźni
| Konkurencja               |                    | Wynik    |                    | Wynik    |                  | Wynik    |
| ------------------------- | ------------------ | -------- | ------------------ | -------- | ---------------- | -------- |
| 100 m                     | Hermes Ramírez     | 10.5A    | Juan Franceschi    | 10.6A    | Félix Eugellés   | 10.8A    |
| 200 m                     | Hermes Ramírez     | 21.6A    | Juan Franceschi    | 21.6A    | Miguel González  | 21.7A    |
| 400 m                     | Juan Franceschi    | 47.1A    | Rodobaldo Díaz     | 47.6A    | Manuel Montalvo  | 48.1A    |
| 800 m                     | Frederico Vera     | 1:51.3A  | Julio Morales      | 1:51.8A  | Roberto Silva    | 1:52.0A  |
| 1500 m                    | Ricardo Palomares  | 3:59.2A  | José Neri          | 3:59.3A  | José Antonetti   | 4:04.7A  |
| 5000 m                    | Concepción Salinas | 15:02.6A | Flavio Buendía     | 15:27.2A | Julio Quevedo    | 16:02.0A |
| 10 000 m                  | Juan Martínez      | 30:33.6A | Efraín Carmona     | 31:11.0A | José Gonzales    | 34:17.4A |
| Półmaraton                | Juan Martínez      | 1:11:02A | Félix Carmona      | 1:12:08A | José Gonzales    | 1:16:25A |
| 3000 m z przeszkodami     | Carlos Vargas      | 9:19.2A  | Flavio Buendía     | 9:19.4A  | Manuel Pérez     | 10:33.6A |
| 110 m ppł                 | Juan Morales       | 14.6A    | Lázaro Betancourt  | 14.7A    | David Cruz       | 16.4A    |
| 400 m ppł                 | Salvador Medina    | 52.3A    | Miquel Olivera     | 52.4A    | Césare Sánchez   | 52.6A    |
| Skok wzwyż                | Teodoro Palacios   | 2.05A    | David Cruz         | 1.80A    | −                | −        |
| Skok o tyczce             | Rolando Cruz       | 4.50A    | Roberto Fernandez  | 4.40A    | José Seth        | 3.80A    |
| Skok w dal                | Abelardo Pacheco   | 7.49A    | David Cruz         | 7.46A    | José Hernández   | 7.44A    |
| Trójskok                  | José Hernández     | 15.54A   | Guillermo Hoffner  | 15.12A   | David Douglas    | 13.47A   |
| Pchnięcie kulą            | Fidel Estrada      | 16.42A   | Benigno Hodelín    | 15.75A   | Carlos Yapur     | 15.14A   |
| Rzut dyskiem              | Bárbaro Cañizares  | 52.96A   | Javier Moreno      | 49.95A   | Ignacio Reinosa  | 49.91A   |
| Rzut młotem               | Enrique Samuells   | 66.06A   | Julián Núñez Arana | 49.67A   | Pedro Granell    | 48.39A   |
| Rzut oszczepem            | Francisco Mena     | 69.60A   | Edmundo Medina     | 68.11A   | Jorge García     | 68.10A   |
| Pięciobój lekkoatletyczny | Francisco Mena     | 3440A    | Donald Vélez       | 2847A    | Sergio Hernández | 2779A    |
| Chód na 20 km             | José Pedraza       | 1:46:31A | Pablo Colín        | 1:50:41A | Euclides Calzado | 1:50:55A |
| Sztafeta 4 × 100 m        | Kuba               | 40.3A    | −                  | −        | −                | −        |
| Sztafeta 4 × 400 m        | Meksyk             | 3:16.0A  | Portoryko          | 3:18.3A  | Kuba             | 3:21.2A  |

### Kobiety
| Konkurencja               |                     | Wynik   |                   | Wynik   |                    | Wynik   |
| ------------------------- | ------------------- | ------- | ----------------- | ------- | ------------------ | ------- |
| 100 m                     | Cristina Echevarría | 11.5A   | Miguelina Cobián  | 11.6A   | Mercedes Román     | 12.4A   |
| 200 m                     | Miguelina Cobián    | 23.9A   | Violeta Quesada   | 24.4A   | Gladys Azcuaga     | 26.0A   |
| 400 m                     | Aurelia Pentón      | 57.4A   | Gladys Azcuaga    | 59.5A   | Lourdes García     | 61.4A   |
| 800 m                     | Aurelia Pentón      | 2:24.1A | María Díaz        | 2:24.3A | Ines Mondragón     | 2:26.8A |
| 80 m ppł                  | Marlene Elejalde    | 11.6A   | Daisy Hechevarría | 11.7A   | Enriqueta Basilio  | 12.1A   |
| Skok wzwyż                | Marcia Garbey       | 1.53A   | Silvia Tapia      | 1.45A   | −                  | −       |
| Skok w dal                | Irene Martínez      | 5.65A   | Marcia Garbey     | 5.62A   | Mercedes Román     | 5.39A   |
| Pchnięcie kulą            | Hilda Ramírez       | 13.59A  | Grecia Hamilton   | 13.02A  | Guadalupe Lartigue | 12.28A  |
| Rzut dyskiem              | Caridad Aguero      | 45.86A  | Hilda Ramírez     | 42.65A  | Lili Schluter      | 38.25A  |
| Rzut oszczepem            | María Moreno        | 49.94A  | Hilda Ramírez     | 41.66A  | Martha Bravo       | 38.26A  |
| Pięciobój lekkoatletyczny | Marlene Elejalde    | 4186A   | Mercedes Román    | 4031A   | Daisy Hechevarría  | 4009A   |
| Sztafeta 4 x 100 m        | Kuba                | 45.1A   | Meksyk            | 49.6A   | Gwatemala          | 52.5A   |

## Tabela medalowa
| Poz. | Państwo   |    |    |    | Łącznie |
| ---- | --------- | -- | -- | -- | ------- |
| 1    | Kuba      | 23 | 13 | 8  | 44      |
| 2    | Meksyk    | 9  | 14 | 14 | 37      |
| 3    | Portoryko | 2  | 6  | 6  | 14      |
| 4    | Gwatemala | 1  | 0  | 4  | 5       |
| 5    | Nikaragua | 0  | 1  | 0  | 1       |